# Malanowo Nowe
Malanowo Nowe (prononciation : [malaˈnɔvɔ ˈnɔvɛ]) est un village polonais de la gmina de Mochowo dans le powiat de Sierpc de la voïvodie de Mazovie dans le centre-est de la Pologne.
Il se situe à environ 6 kilomètres au nord-ouest de Mochowo (siège de la gmina), 15 kilomètres au sud-ouest de Sierpc (siège de le powiat) et à 121 kilomètres au nord-ouest de Varsovie (capitale de la Pologne).

## Histoire
De 1975 à 1998, le village appartenait administrativement à la voïvodie de Płock.

Depuis 1999, il appartient administrativement à la voïvodie de Mazovie.